# Sector económico
Sector económico es cada una de las ramas de la producción, clasificada según sus características relativas, se tienen en cuenta sobre todo el modo en que los bienes o servicios son producidos. La noción aparece bien temprano en el pensamiento económico, pero no se desarrolla hasta la primera mitad del siglo XX, cuando Allan Fisher, Colin Clark, y Jean Fourastié  establecen la división clásica de sector primario, productor de materia prima o de bienes no elaborados, secundario, vinculado al procesamiento de los bienes obtenidos por el primer sector, esto es, la industria, y terciario, relacionado con los servicios que posibilitan el desarrollo de los anteriores de manera directa, transporte, logística o administración, e indirecta, cuidado de los trabajadores, educación y servicios legales, por ejemplo. A partir del desarrollo de las nuevas tecnologías de la información y la comunicación, así como de la importancia de los servicios vinculados al crédito, se ha introducido el llamado sector cuaternario, relacionado con las finanzas y las propiedades, pero también con el conocimiento como activo económico. Algunos proponen también un sector quinario, formado por las actividades sin pago directo, como el trabajo hogareño, o aquellas que se realizan sin ánimo de lucro; también se engloban en este sector los servicios de reciclaje. Desde otro punto de vista se considera al sector quinario de manera completamente diferente como los servicios ligados a los sectores más concentrados de la economía y la administración, por ejemplo: gerenciamiento de alto nivel. 
También se denomina sector económico a la clasificación de los bienes y servicios en función de la propiedad de los medios de producción. En este caso se tiene un sector privado, cuando los dueños de empresas son parte de la sociedad civil, en forma particular o compartida por medio de acciones, y que las poseen para realizar una actividad comercial, un sector público, en los cuales la propiedad está en manos del Estado,por lo general sin propósito de ganancias, y un tercer sector, conformados por aquellas empresas productoras de bienes o servicios que no pertenecen al Estado, pero tampoco son gestionadas por particulares con una finalidad comercial (esto es con ánimo de lucro).

## Sectores de producción
Los cuatro sectores de la producción pueden subdividirse, a su vez, en sectores parciales por actividad:
- Sector primario: el que obtiene productos directamente de la naturaleza, materias primas, creaciones, etc.
  - sector ganadero
  - sector pesquero (del río y mar)
  - sector agrícola
  - sector minero (de las minas y complementos rocosos)
  - sector forestal

- Sector secundario: el que transforma materias primas en productos terminados o semielaborados.
  - sector industrial
  - sector energético
  - sector minero (se considera también parte del sector secundario porque a partir de la minería se pueden crear distintos productos).
  - sector de la construcción
  - Industria metalurgia
- Sector terciario:  es considerado como sector de servicios ya que no produce bienes, sino servicios.
  - sector transportes
  - sector comunicaciones
  - sector comercial
  - sector turístico
  - sector sanitario
  - sector educativo
  - sector de las artes
  - sector financiero
  - sector de la administración
- Sector cuaternario: produce servicios relacionados con la información y el conocimiento tales como investigación, desarrollo, e innovación.[12]
- Sector quinario: según algunos economistas[13] incluye los servicios sanitarios, la seguridad, los servicios de emergencia (bomberos, paramédicos), la educación, la cultura, la investigación y otros servicios sociales; si bien muchas de estas actividades se incluyen usualmente en el sector terciario y cuaternario. El sector quinario también incluye actividades domésticas (es decir de reproducción de la fuerza de trabajo), actividades que no suelen medirse en términos monetarios, pero son una contribución fundamental a la economía. Otros investigadores proponen subdividir al sector terciario en cuaternario y quinario teniendo en cuenta el manejo de información; en ese enfoque el sector cuaternario administra la información, mientras que el quinario la genera.[14]

## Otras clasificaciones
- Según la propiedad de la empresa:
  - sector privado (propiedad privada)
  - sector público (propiedad pública)
  - tercer sector conocido también como economía social y sector cooperativista

El emprendedor Heerad Sabeti propone un cuarto sector, que está conformado por empresas cuyo principal objetivo es el desarrollo social sin depender del sostén del Estado; sin embargo, esta propuesta ha sido criticada porque tiene más en cuenta el propósito que la propiedad de la empresa y porque los superpone con el tercer sector.

## Sistemas de clasificación de actividades económicas
A nivel internacional se utiliza la Clasificación Internacional Industrial Uniforme (CIIU) de Naciones Unidas.
Sobre ella se basan las adaptaciones, como es el caso de la Nomenclatura estadística de actividades económicas de la Comunidad Europea (NACE) en la Unión Europea o la Clasificación Nacional de Actividades Económicas (CNAE) en España.
Las correspondencias entre la clasificación por sectores y la de CIIU:
| Teoría            | Práctica |
| ----------------- | -------- |
| Sector            | Sección  |
| Subsector         | División |
| Rama de actividad | Grupo    |
| Actividad         | Clase    |

Por ejemplo, una carnicería queda clasificada así:
- Sector: comercial.
- Subsector: comercio minorista.
- Rama de actividad: comercio minorista de productos perecederos.
- Actividad: venta de productos de carnicería